# 費元璓
費元璓，元朝女性人物，松江府上海县（今上海市）人，江阴知事扬州朱道存的妻子。
当时，江阴大乱，费元璓跟随父亲居住在松江府。苗军掠松江城内，手刃将要入犯，费元璓怒斥道：“我丈夫勤于王事，你等怎敢犯我！”将钗珥扔在地上，苗兵拾取后走了。既而苗军又来，想要驱迫就道。费元璓知道不会幸免，于是攀到堂上楹梁厉声喝道：“苗狗母辱我！”最后遇害。斥入楹木，血沁于指。 